# Lisina (Raška)
Lisina (Servisch cyrillisch Лисина) is een plaats in de Servische gemeente  Raška. De plaats telt 52 inwoners (2002).